# کشایه

## محصولات
از محصولات این روستا می‌توان به محصولات لبنی مانند پنیر و شیر و ماست و کره و... اشاره کرد 
در این روستا علاوه بر محصولات بالا 
فندق و گردو و گل گاوزبان نیز فراوان است .

## جاذبه های گردشگری
کشایه، از جاذبه های بسیاری برخورد دار است 
از چشمه سار ها تا جنگل  و باغ ها 
از مهترین بخش گردشگری آن آرامگاه رعنا و امام زاده است .

## جمعیت
این روستا در دهستان سیارستاق ییلاقی قرار دارد و براساس سرشماری مرکز آمار ایران سرشماری عمومی نفوس و مسکن جمعیت آن ۲۰۰+ نفر بوده‌است.

## اتفاقات
در روز ۲۰ خرداد سال ۱۴۰۱ به مناسبت روز صنایع دستی جشنواره ای فرهنگی و هنری و صنایع دستی در این روستا انجام شد که با حضور گرم اهالی و غیر بومی ها همراه شد و بالغ بر بالای ۲۰۰۰+نفر در این جشنواره حضور داشتند